# NGC 2220
NGC 2220 (również ESO 255-**4) – grupa gwiazd znajdująca się w gwiazdozbiorze Rufy, prawdopodobnie gromada otwarta. Odkrył ją John Herschel 29 grudnia 1834 roku. Znajduje się w odległości ok. 3816 lat świetlnych od Słońca oraz 29,1 tys. lat świetlnych od centrum Galaktyki. Grupa ta rozrzucona jest na niebie wokół gwiazdy 8. wielkości SAO 217873.